# Дейч Яків Абрамович
Дейч Яків Абрамович (1898 , Санкт-Петербург  — 27 вересня 1938 , Москва ) — діяч ГПУ/НКВД СРСР, комісар державної безпеки 3-го рангу.

## Ранні роки
Народився в Петербурзі в єврейській родині службовця комерційної фірми. Закінчив 8 класів гімназії в Петрограді. Працював конторським службовцем.
Член РСДРП(б) з 1917. Помічник начальника міліції III-ї ділянки Казанської частини. У 1920–1921 — в органах ВЧК: слідчий Особливого відділу ВЧК Кавказького фронту, уповноважений Повноважного представництва ВЧК на Кавказі.

## В органах ГПУ-НКВС
З 1921 — в органах ГПУ Північного Кавказу: помічник начальника Секретно-оперативної частини, начальник загальноадміністративної, Секретно-оперативної частини Горської губернської ЧК — Горського губернського відділу; начальник Грозненского губернського відділу; помічник начальника Східного відділу Повноважного представництва; начальник Чечено-Грозненського обласного відділу; начальник Інформаційно-реєстраційного відділу Повноважного представництва ОДПУ по Північно-Кавказькому краю; начальник Економічного відділу Повноважного представництва ОДПУ по Північно-Кавказькому краю; начальник Секретно-оперативного управління Повноважного представництва ОДПУ по Північно-Кавказькому краю.
Начальник Секретно-оперативного управління Повноважного представництва ОДПУ по Московській області; 2-й, 1-й заступник повноважного представника ОГПУ при РНК СРСР по Московській області. 1-й заступник повноважного представника ОГПУ при РНК СРСР.
З 1933 — в органах НКВС. Начальник Управління НКВС по Калінінській області, Ростовській області, Азово-Чорноморському краю. Оперативний секретар народного комісара внутрішніх справ СРСР, начальник Секретаріату НКВС СРСР.
Заарештований 29 березня 1938. Помер у в'язниці (імовірно від катувань) 27 вересня 1938. Не реабілітований.